# Chain gang

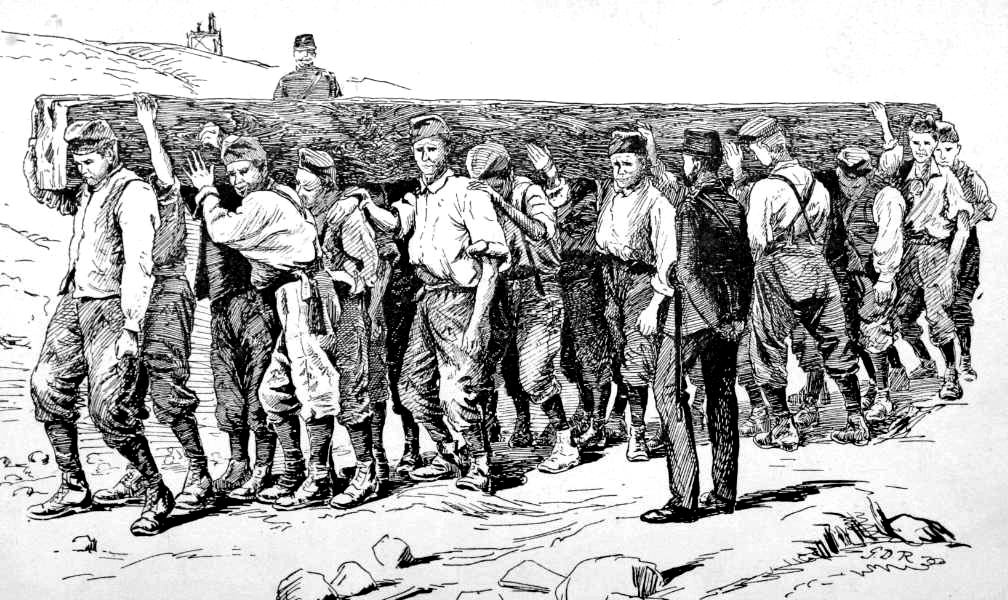
Amerikansk illustration från 1894; ett chain gang utför fysiskt arbete.

Chain gang (bokstavligt kedjegäng) är en grupp fångar sammansatta med kedja för att utföra enformigt eller fysiskt utmattande arbete som en typ av straffarbete. Arbete som kunde utföras av dessa typer av gäng inkluderade bland annat byggandet av vägar, grävande av diken eller röjande av sten. Straffsystemet existerade primärt i södra USA, och hade 1955 fasats ut i hela nationen, med Georgia som sista delstat som övergav straffet. Chain gangs återinfördes av vissa stater under "get tough on crime"-rörelsen under 1990-talet, med Alabama som första delstat att återuppliva straffet 1995. Experimentet avslutades efter ungefär ett år i alla delstater utom Arizona, där man i Maricopa County fortfarande som fånge kan frivilligt anmäla sig till arbetet för att intjäna kredit mot ett skoldiplom eller undvika disciplinära åtgärder för regelbrott.